# Крістіна Церовська
Крістіна Церовська (словац. Kristina Cerovská; нар. 27 лютого 1987, Братислава, Чехословаччина) — словацька футболістка, півзахисниця. Виступала за національну збірну Словаччини.

## Клубна кар'єра
Вихованець клубу МФК-АТЛАС (Велки Кртиш), а 23 серпня 2004 року перейшла в оренду до «Жиара-над-Гроном». У лютому 2005 року повернулася до Великого Кртіша, а 11 березня 2005 року її знову віддали в оренду, цього разу до ФК «Уніона» (Нове Замки) до кінця сезону. Провела передсезонний збір з МФК-АТЛАС (Велки Кртиш), а потім повернулася до «Уніона» (Нове Замки) в оренду на наступний сезон. Потім перейшла в оренду до «Слована» (Братислава). Залишилася в столичному клубі протягом наступних трьох сезонів, а після цього остаточно перейшла до «Слована» (Братислава), коли її контракт з попереднім клубом закінчився 30 березня 2010 року. Брала участь у двох розіграшах Ліги чемпіонів УЄФА, а влітку 2013 року переїхала до швейцарського «Нойнкірха». У «Нойнкірху» грала разом із двома своїми співвітчизницями Луцією Шушкова та Даною Фецковою.

## Кар'єра в збірній
З 2006 року виступала за національну збірну Словаччини.